# Kuhberg (Stützengrün)
Der Kuhberg ist ein 794,6 m ü. NHN hoher Berg im westlichen Erzgebirge an der Grenze zum Vogtland in Sachsen. Er liegt im Naturpark Erzgebirge/Vogtland in der Gemeinde Stützengrün im Erzgebirgskreis.

## Beschreibung
Der Kuhberg bildet eine „markante Erhebung“ im Westerzgebirge „auf dem Gebiet des Kontakthofs der Granitregion“. Der „Kuhbergrücken“ stellt nach der Naturraumkarte von Sachsen eine eigene Mikrogeochore dar und ist Teil der Mesogeochore „Kuhberg-Steinberg-Rückenland“. Er ist auch auf seinem Gipfel mit Wald bewachsen. Die Hauptbaumart sind Fichten (Picea abies).
Auf dem Gipfel steht eine historische Vermessungssäule der „Königlich-sächsischen Triangulierung“ von 1876, die im Zuge der zwischen 1862 und 1890 durchgeführten Landesvermessung entstand und zu den wenigen Säulen gehört, die an ihrem historischen Standort erhalten sind. Eine zweite Säule von 1894 steht im oberen Teil des Aussichtsturmes.

## Name
Der Kuhberg wird am 17. Juni 1563 erstmals als Kuhebergk oder Kühberg im Besichtigungsprotokoll der zum Verkauf stehenden Gehölze des Balthasar Friedrich Edler von der Planitz erwähnt. Im Berliner Exemplar der Sächsischen Meilenblätter von 1792 ist als Name „Kuh-Berg“ eingetragen, im Freiberger Exemplar „der Kühberg“. Noch im Jahr 1823 verwendete die sächsische Forstverwaltung die Bezeichnung „Kühberg“.

## Turm

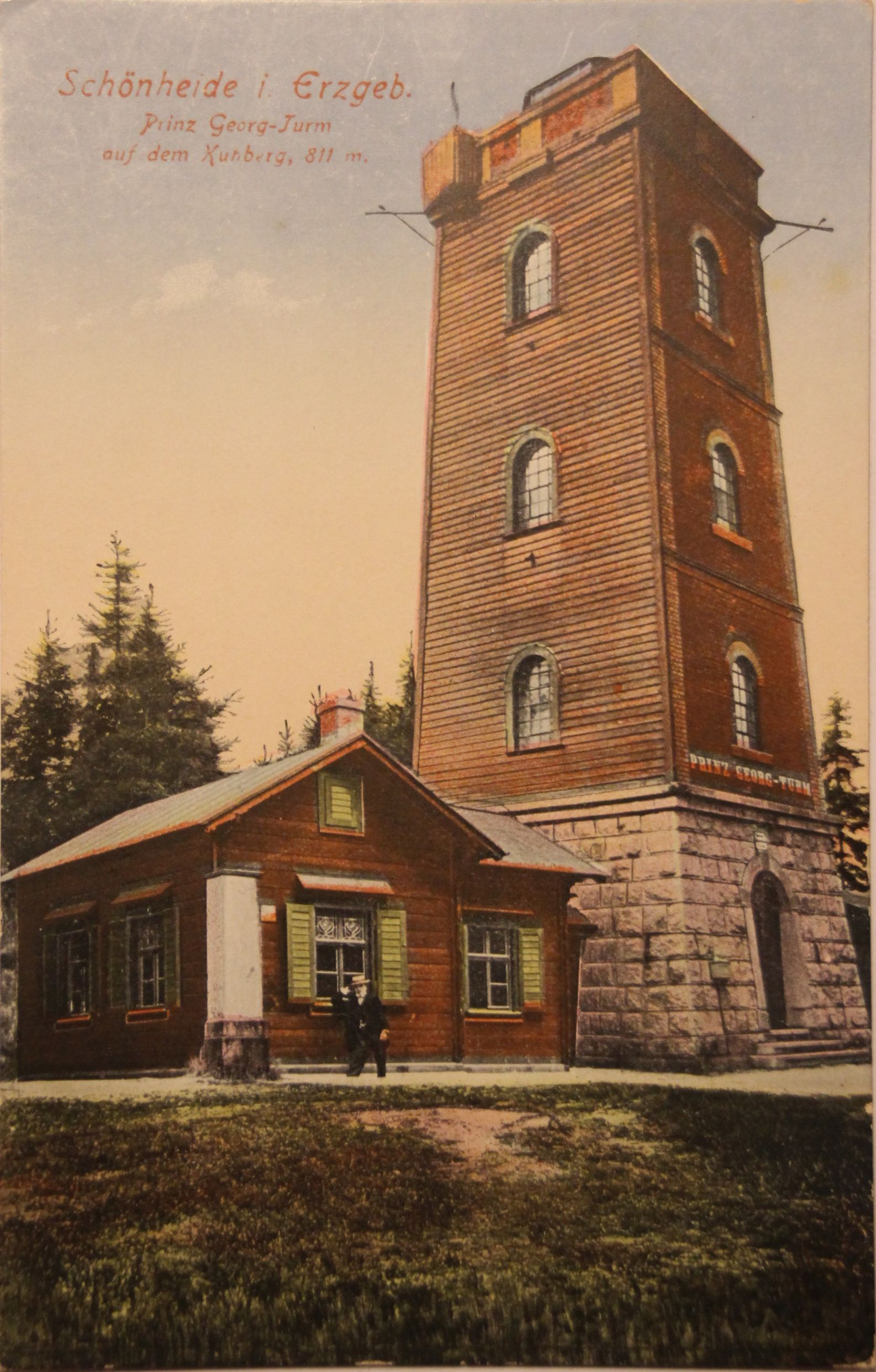
Beginn des Tourismus mit Blockhaus (1903)
Links die Vermessungssäule von 1876

Ein 20 m hoher gemauerter Aussichtsturm führt mit 99 Stufen zum Ausblick über das Erzgebirge und das angrenzende nordwestliche Vogtland. Er wurde vom Erzgebirgs-Zweigverein Schönheide 1894 als Prinz-Georg-Turm errichtet und ist ganzjährig gegen Gebühr zu ersteigen. Der Turm war bei der Errichtung 16 m hoch und wurde noch vor dem Ersten Weltkrieg auf der West- und Nordseite verbrettert. Nach dem weiteren Wachstum des Waldes wurde er später um eine gemauerte Etage erhöht, damit Besuchende über die umstehenden Bäume hinwegschauen können, und in den 1990er Jahren mit einer verglasten Holzkonstruktion versehen. Neben dem Turm steht die in den 1990er Jahren erweiterte und aufgestockte Gastwirtschaft aus den 1930er Jahren, die dadurch zum Hotel wurde.
Ausblick vom Turm
Moritz von Süßmilch rühmte in seinem 1894 in zweiter Auflage erschienenen Werk Das Erzgebirge in Vorzeit, Vergangenheit und Gegenwart die gute Aussicht, die vom Turm des Kuhbergs möglich sei („prachtvolle Aussicht nach dem Gebirgskamme“). Der inzwischen hoch gewachsene Wald lässt keinen Blick in die Landschaft mehr zu. Der örtliche Tourismusverband fand noch keinen Weg, in einer Verständigung mit der sächsischen Staatsforstverwaltung die Bäume in einem engeren Umkreis um den Turm zu fällen, damit er wieder als Aussichtsturm genutzt werden kann. Ein am 10. August 2019 unterzeichneter Kooperationsvertrag zwischen den Gemeinden Schönheide und Stützengrün sowie dem Staatsbetrieb Sachsenforst sieht auch vor, dass im Umfeld des Kuhberges Sichtschneisen geschlagen und gepflegt würden, um auch der Erholungsfunktion des Waldes gerechter zu werden.
Sanierung des Turms
Der Turm muss baulich saniert werden. Planungen der Gemeinde Stützengrün, zum Jubiläumsjahr 2019 – Eröffnung des Turmes vor 125 Jahren am 22. Juli 1894 – den Turm zu sanieren und aufzustocken, damit eine Fernsicht über die Baumwipfel möglich wird, konnten aus finanziellen Gründen nicht verwirklicht werden. Der Gemeinde hatte sich seit 2015 um Fördermittel dafür bemüht und die Befürchtung, dass „der Turm [...] in den nächsten Jahren in sich zusammen“ falle. Nach einem Gutachten sind 300.000 Euro für die Sanierung notwendig. Ein neuer Eigentümer von Gastwirtschaft und Turm seit Mai 2020 erklärte die Absicht, „auch für den Turm in naher Zukunft etwas tun zu wollen“.

## Geschichte

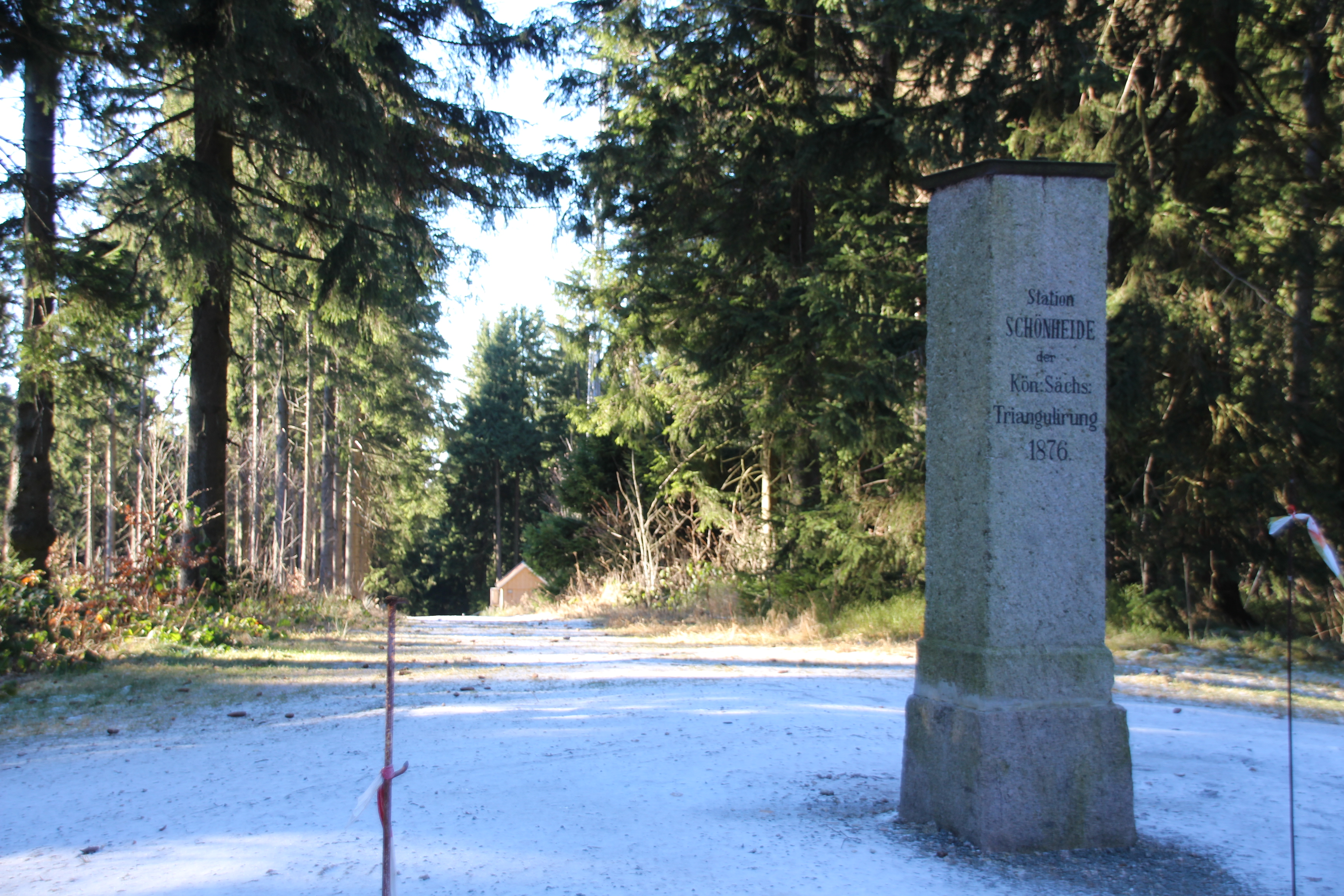
Triangulierungssäule von 1876

Im Jahr 1876 wurde auf dem Kuhberg im Zuge der systematischen, zwischen den deutschen Staaten abgestimmten Vermessung Deutschlands eine steinerne Vermessungssäule aufgestellt. Damit wurde der Kuhberg einer von 122 Punkten der „Königlich Sächsischen Triangulierung“. Die 1876 aufgestellte Säule besteht heute noch. 1894 wurde eine zweite steinerne Triangulierungssäule auf dem Kuhberg errichtet.
Nachdem der Oberförster des Staatsforstreviers schon 1858 mit der Anregung an die Öffentlichkeit getreten war, auf dem Kuhberg einen Aussichtsturm zu bauen, errichtete im Jahr 1880 der Erzgebirgs-Zweigverein Schönheide ein hölzernes „Aussichtsgerüst“, das „mit hoher Genehmigung“ nach dem sächsischen Kronprinzen Georg „Prinz-Georg-Turm“ genannt wurde. Von 1892 galt wegen Baufälligkeit ein Verbot der Benutzung dieses hölzernen Turms. Am 15. März 1894 begann der Bau des heutigen steinernen Turmes, er wurde schon am 22. Juli eröffnet.

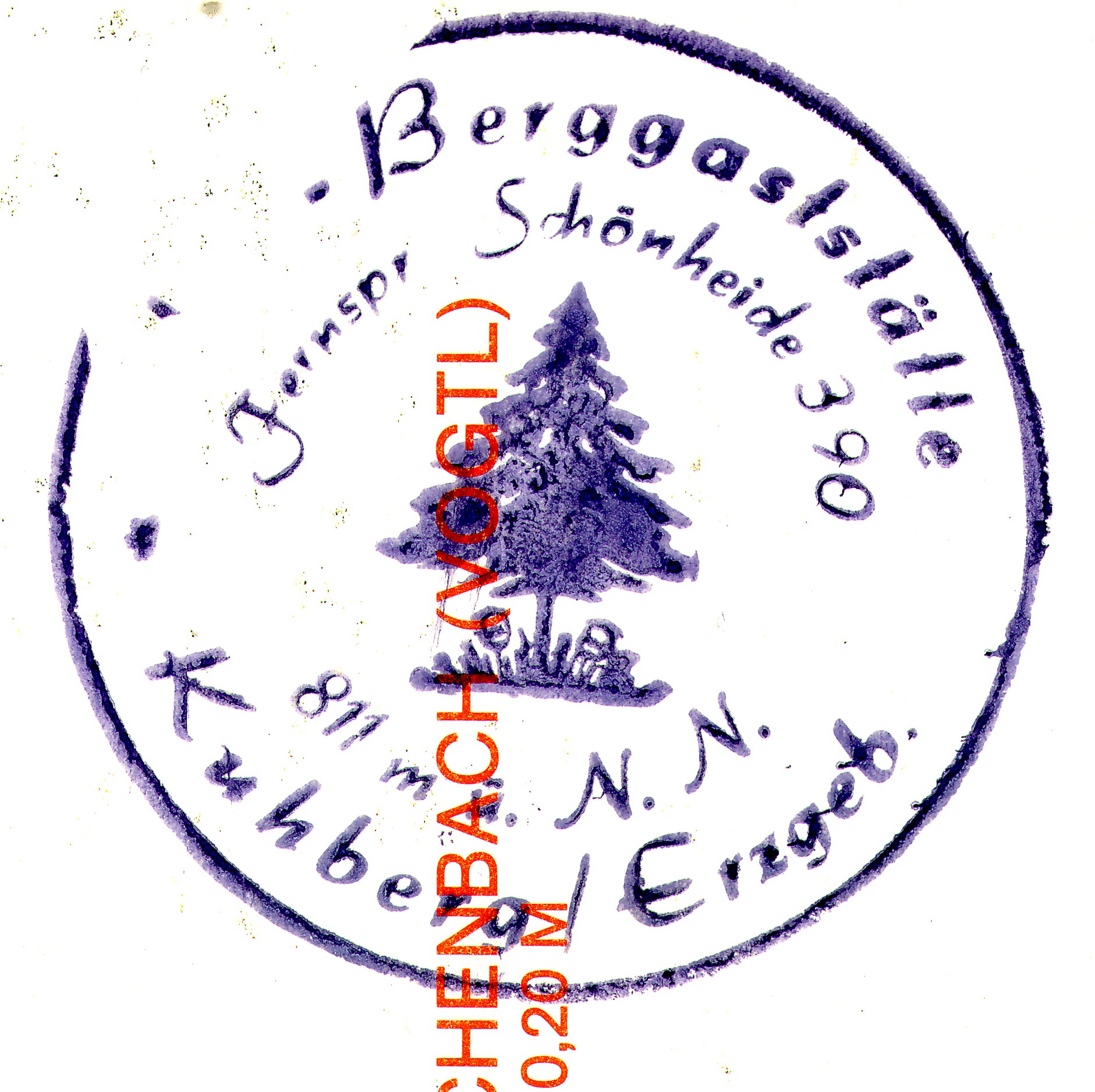
Nach 1989: Das HO ist entfernt. Die Höhe wird immer noch mit 811 Metern angegeben.

Zur Einweihung brachte der Verein eine Festschrift heraus, die unter anderem Artikel enthielt über die geologischen Verhältnisse, die Bedeutung des Kuhberges für die Landesvermessung, die Entstehung des Turmes und die Schmalspurbahn von Wilkau-Haßlau nach Wilzschhaus, die im Jahr 1893 von Saupersdorf nach Wilzschhaus verlängert worden war und zahlreiche Touristen aus dem Bereich von Zwickau ins Gebirge beförderte. Die große Zahl von Turmbesteigern zeigt den touristischen Erfolg: Im Jahr 1900 waren es 11.405 Personen. Die Mauern des Turmes sind unten einen Meter und waren am damaligen oberen Ende 38 Zentimeter stark. Eine einfache hölzerne, mit einem Pultdach versehene, an den Seiten offene Baulichkeit wurde mit Tischen und Bänken versehen und diente nach dem Bau des Turmes als behelfsmäßige Gastwirtschaft. Sie konnte Besuchende zwar vor Sonne und Regen schützen, war aber bei kühlem Wetter oder im Winter ungeeignet. 1903 errichtete der Schönheider Erzgebirgs-Zweigverein neben dem Turm ein heute noch existierendes Blockhaus. Kurze Zeit später entstand eine erste kleine Bergwirtschaft. Erst im Jahr 1935 erfolgte der Bau einer größeren Gastwirtschaft mit zwölf Übernachtungsbetten. Sie wurde vom Pächter Neues Berghaus genannt, zu DDR-Zeiten trug sie zunächst den Namen HOG Wismut- und später HO-Berggaststätte. Um das Jahr 2000 wurde diese Gastwirtschaft durch Aufstocken und Erweitern zu einem Hotel umgestaltet. Dieses Objekt wurde vom Betreiber Berggasthof Kuhberg genannt. Nach einer Sanierung kann die frühere Gastronomie seit Mai 2023 nur noch für Ferienwohnungen genutzt werden.
1945 schädigten Waldbrände große Waldareale am Kuhberg.
In den 1980er Jahren war eine Skisprungschanze mit einer Reichweite von 70 Metern geplant, für die erste Erdarbeiten schon ausgeführt worden waren. Ein Wechsel im Amt des Bürgermeisters führte zum Abbruch der Planungen.
Im Jahr 2012 wurde auf dem Berg westlich des Aussichtsturms ein Sendeturm in Form eines Stahlgittermastes aufgestellt. Er überragt die Bäume auf dem Berggipfel deutlich und ist aus der Umgebung – anders als der Aussichtsturm – deutlich zu sehen.

## Bezeichnung
Im Zuge der Erschließung des Kuhbergs für Touristen durch die Schmalspurbahn entstanden für die große Zahl von Besuchern um die Wende zum 20. Jahrhundert zahlreiche Ansichtskarten. Fast immer wurde die Höhe mit 811 Metern angegeben. Diese wurde aber nur mit dem Besteigen des bei der Errichtung 16 Meter hohen Turmes erreicht. Auch nach der Erhöhung des Turmes auf 20 Meter blieb es auf den nach diesem Ereignis produzierten Ansichtskarten bei der alten Höhenangabe. Außerdem war auf den Ansichtskarten die Bezeichnung Kuhberg bei Schönheide üblich, obwohl der Berg schon immer auf Stützengrüner Gemeindegebiet gelegen haben soll.

## Bilder

Der Kuhberg in Bildern aus dem Beginn des 20. und des 21. Jahrhunderts
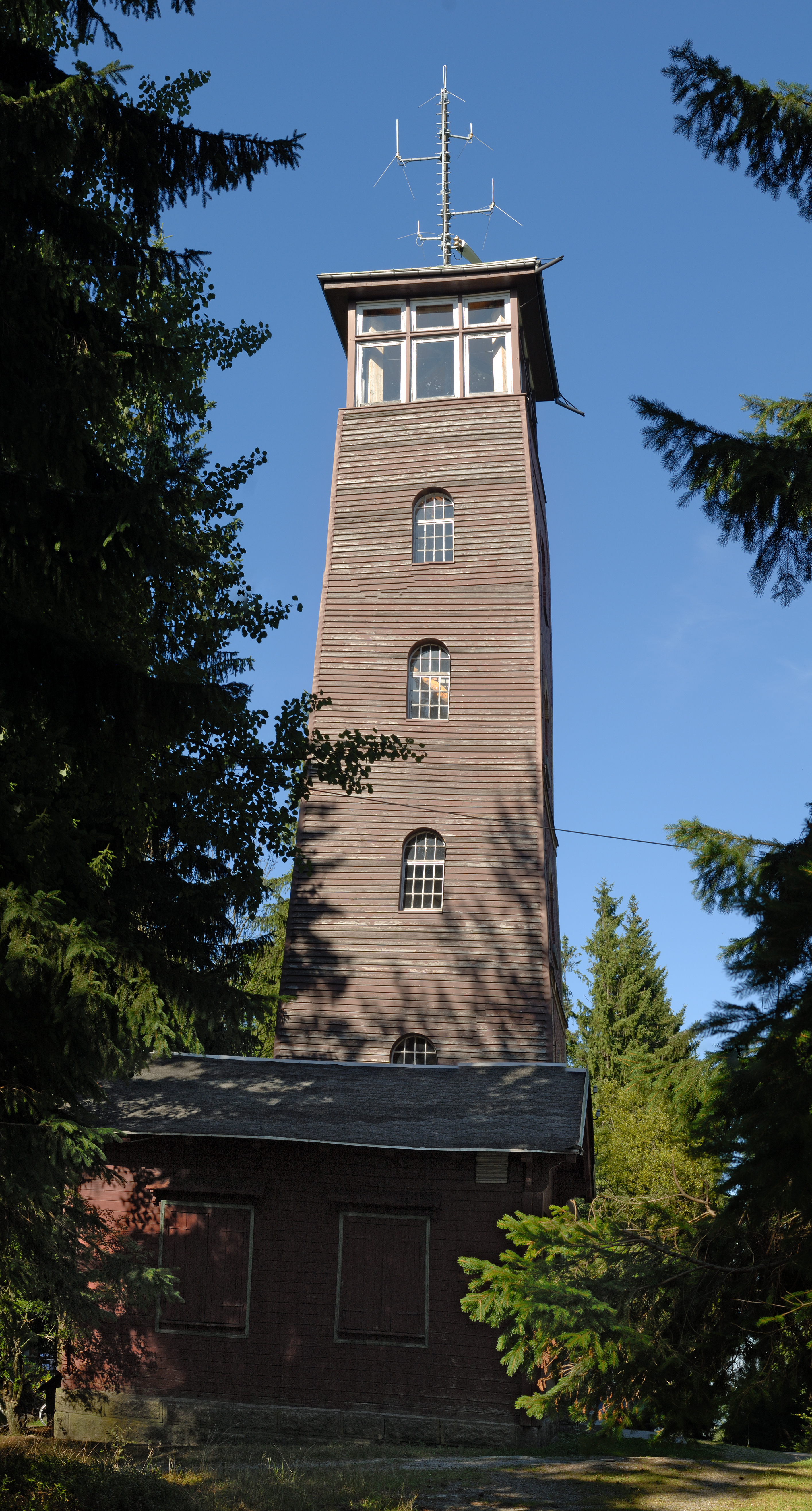
Rückseite des Turms
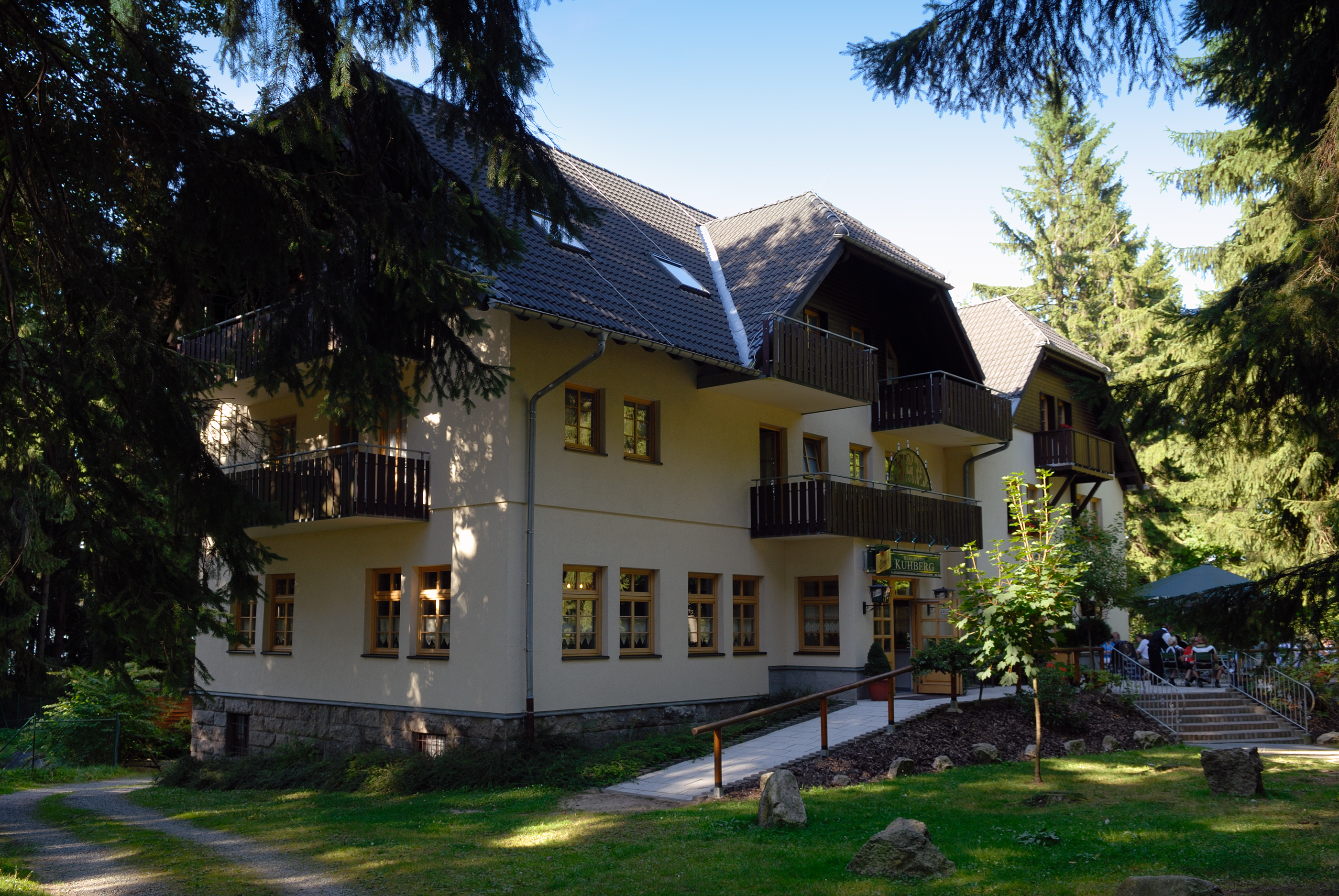
Berghotel neben dem Turm
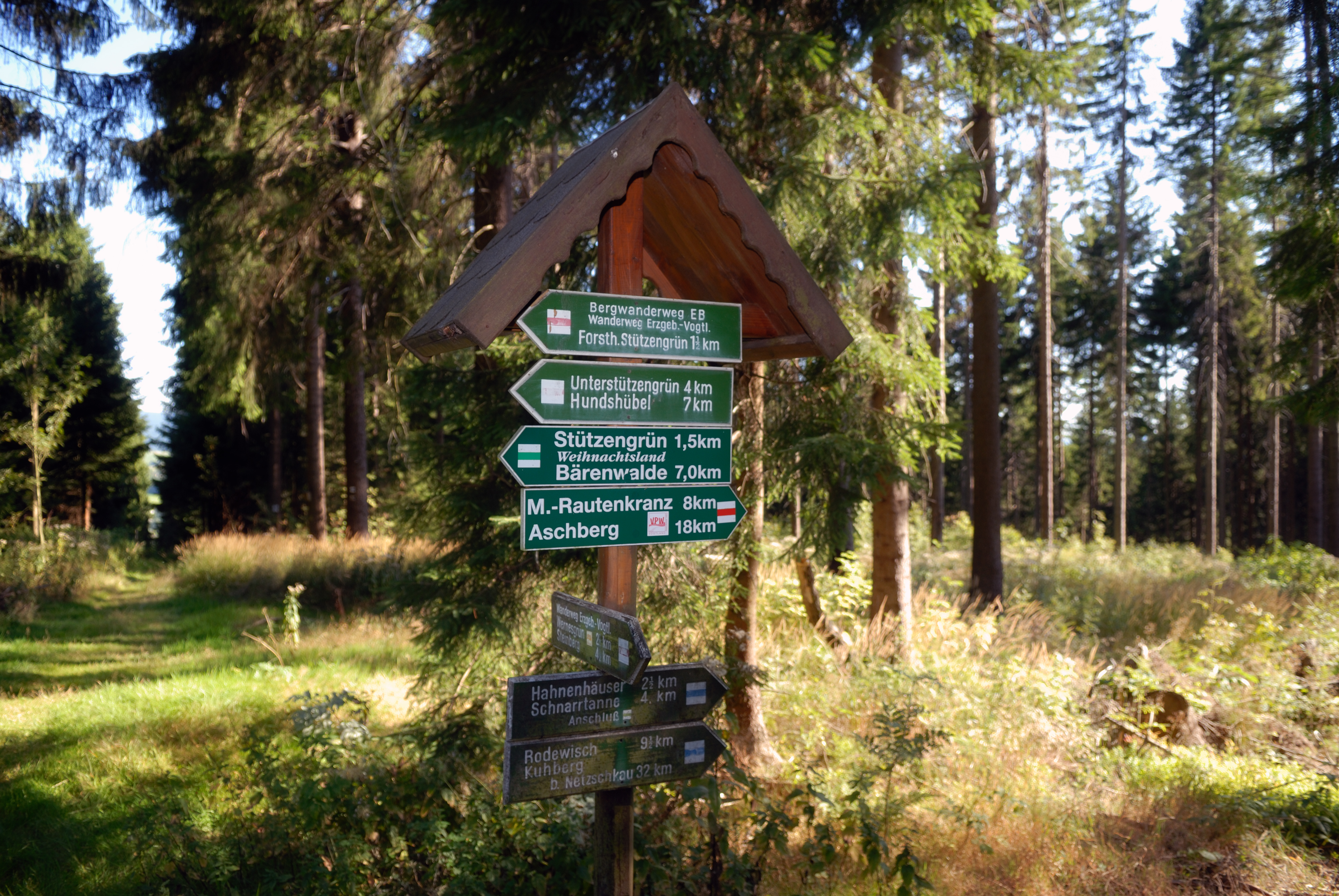
Wanderwegweiser
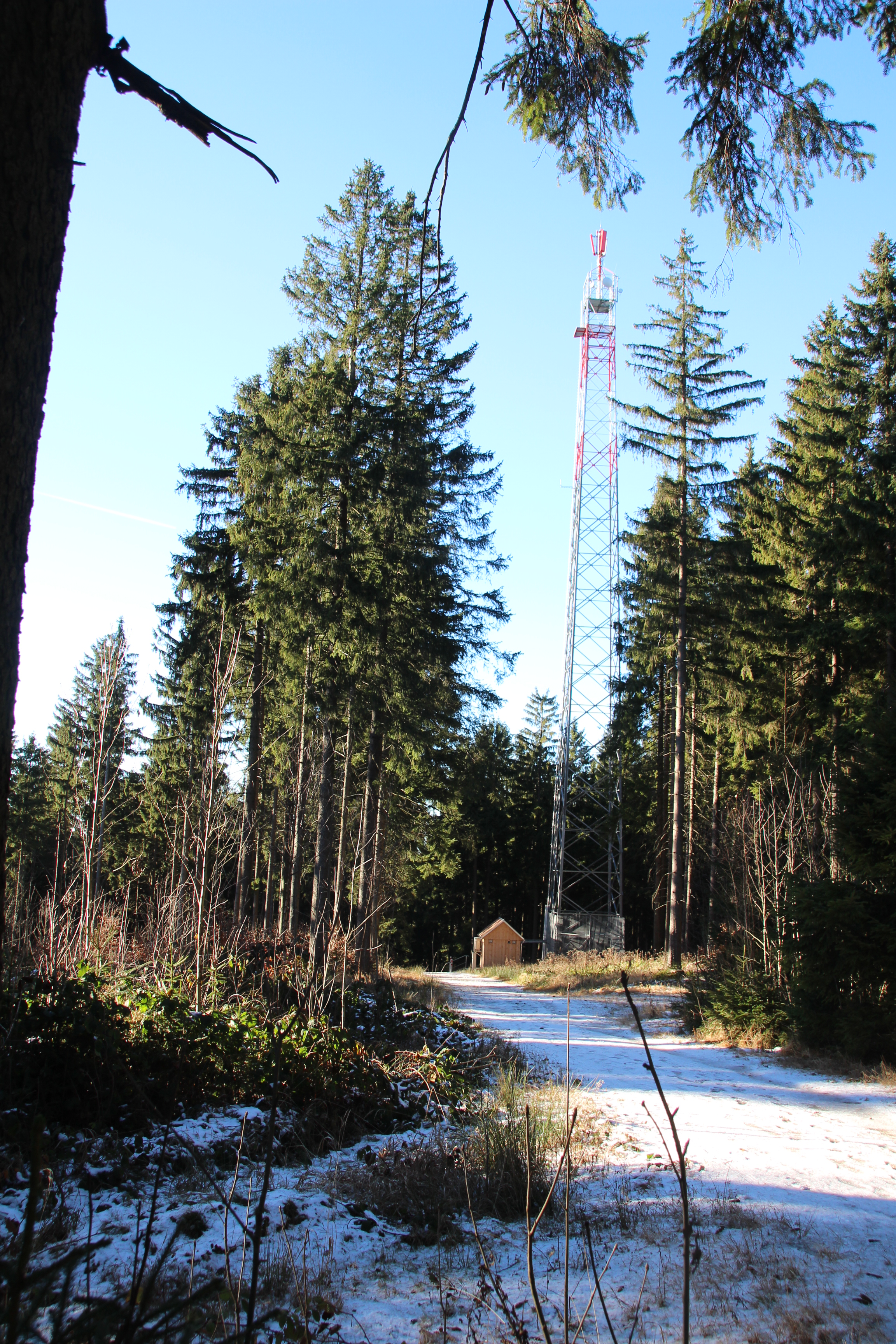
Seit 2012: Sendemast
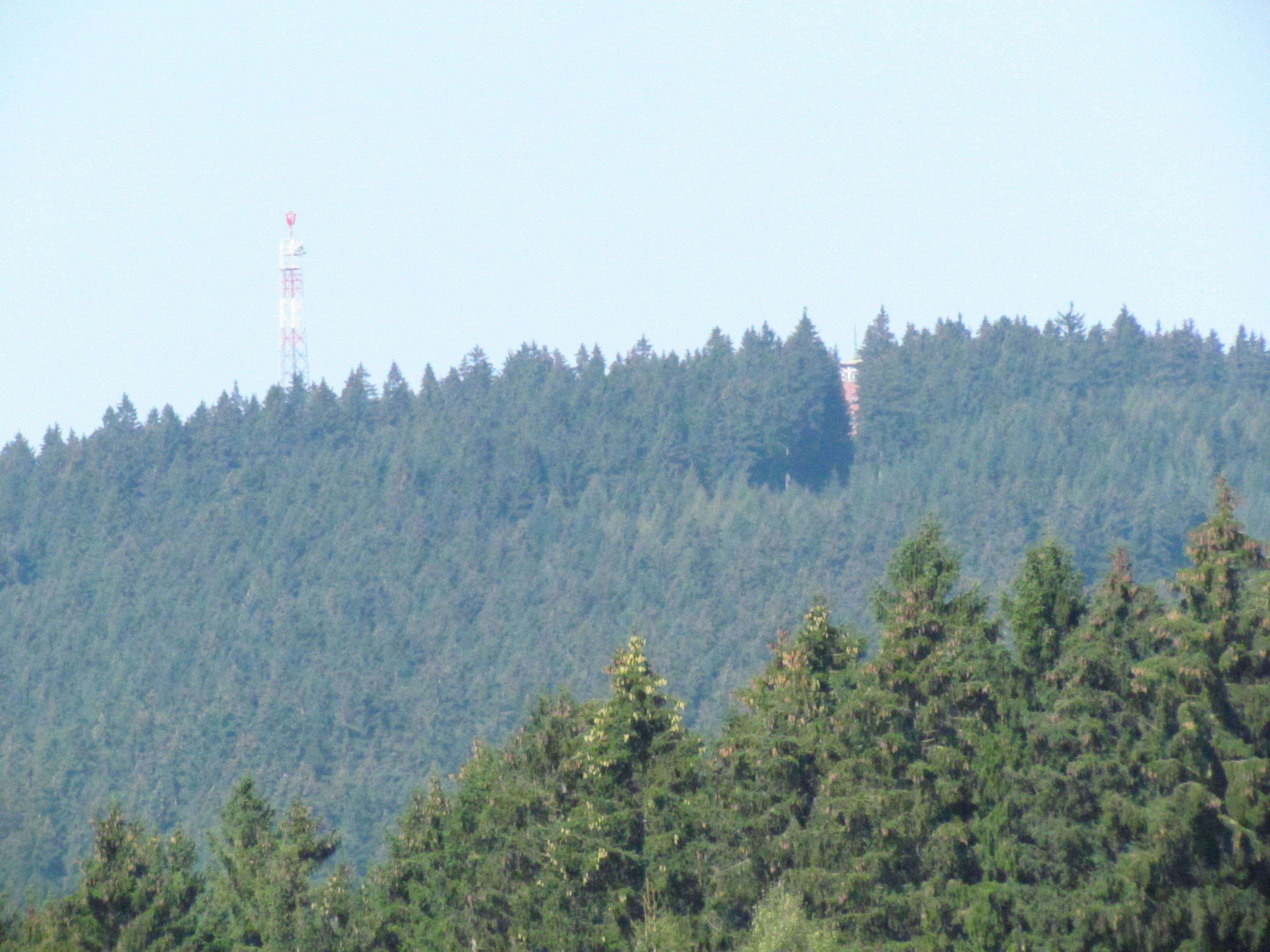
Die Bäume überragen den Turm in einer Schneise
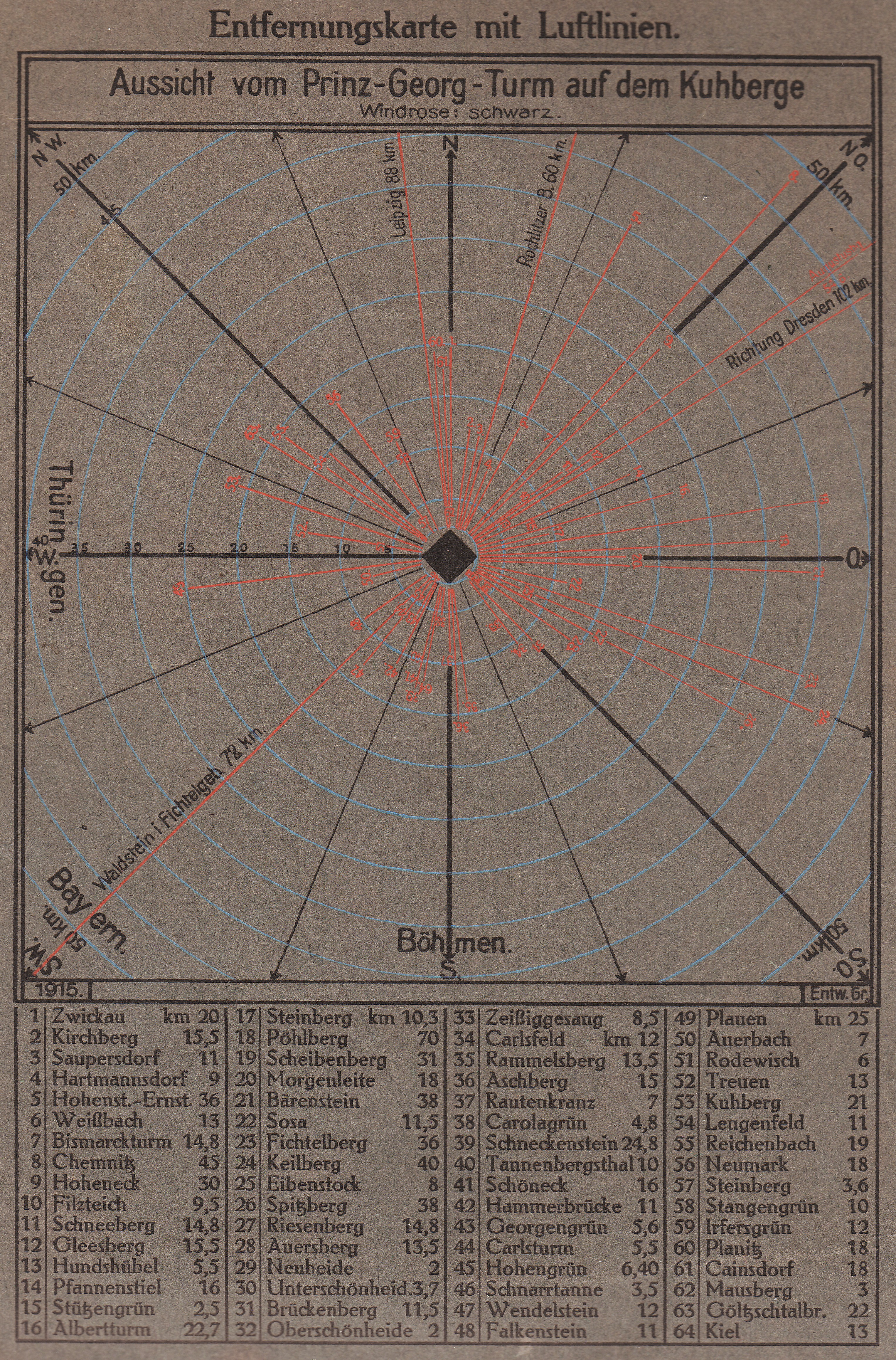
Leipzig 88 km, Dresden 102

## Tourismus
In der „Interessengemeinschaft Rund um den Kuhberg e. V.“ haben sich die Gemeinden Steinberg, Stützengrün und Schönheide landkreisübergreifend zusammengeschlossen, um gemeinsam für den Tourismus zu werben. Vorsitzender ist Stützengrüns Bürgermeister Volkmar Viehweg, der bei einer gemeinsamen Veranstaltung der Gemeinden Schönheide und Stützengrün am 26. Februar 2018 unter Hinweis auf die Errichtung des Turms vor 125 Jahren und dessen Sanierungsbedürftigkeit den Bau eines Baumwipfelpfads auf dem Kuhberg ins Spiel brachte. Die Entscheidung über einen Baumwipfelpfad fiel zugunsten eines Standortes in Tschechien.
Von den umliegenden Gemeinden führen Wanderwege und von Stützengrün-Neulehn eine asphaltierte Straße zum Gipfel. Über den Kuhberg verläuft der Bergwanderweg Eisenach–Budapest.

## Literatur

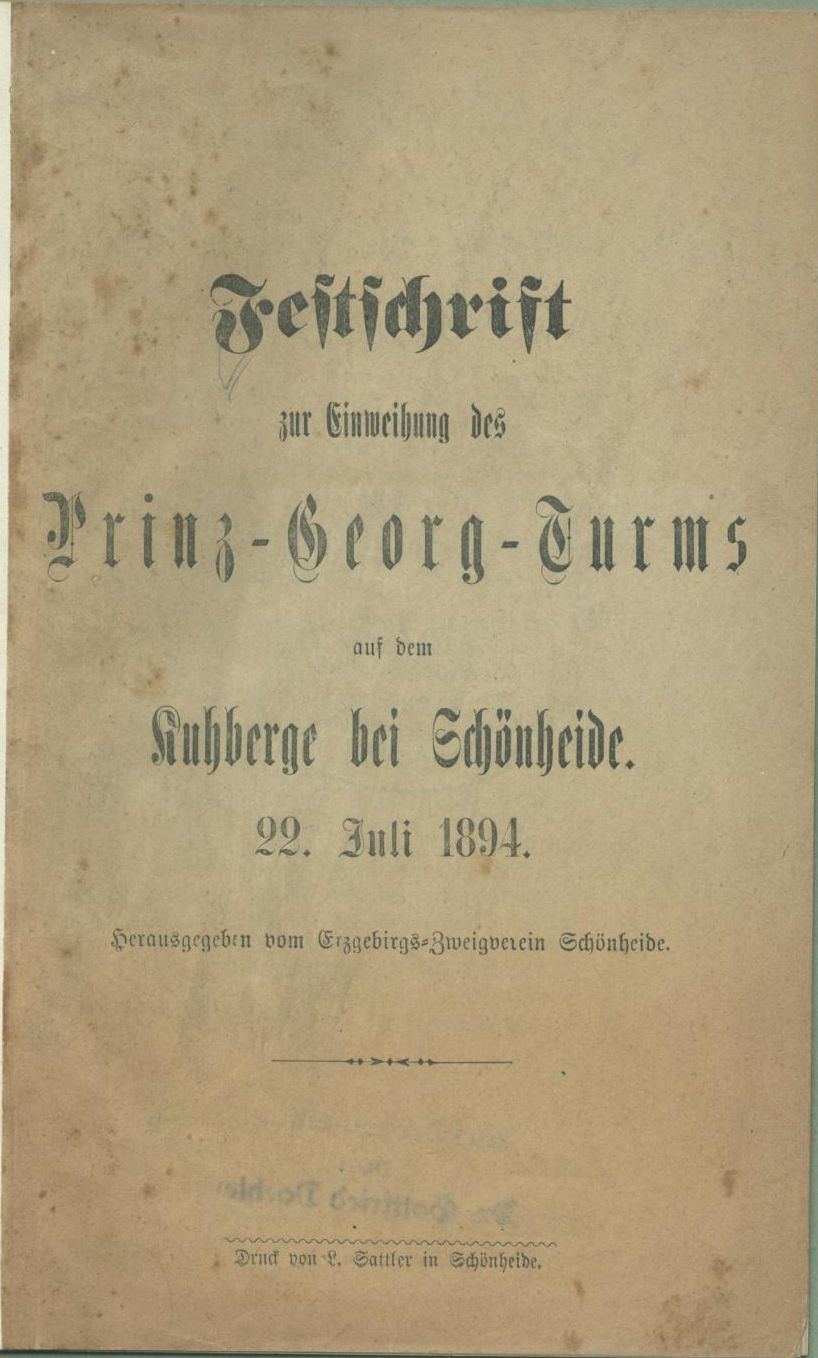
Festschrift des Schönheider Erzgebirgs-Zweigvereins zur Eröffnung des Turms am 22. Juli 1894 mit Link zur digitalen Fassung des Büchleins